# Opogona retractella
Opogona retractella är en fjärilsart som beskrevs av Walker 1864. Opogona retractella ingår i släktet Opogona och familjen äkta malar. Inga underarter finns listade i Catalogue of Life.